# Apostoł I
Apostoł I (niem. Apostel I, słow. Apoštol I, węg. Első-Apostol, ok. 1885 m) – turnia w Grani Apostołów w polskiej części Tatr Wysokich. Jest najniżej położoną i najdalej na zachód wysuniętą turnią wśród siedmiu turni tej grani. Od położonego wyżej Apostoła II oddziela go Niżni Apostolski Przechód (ok. 1750 m).
Apostoł I nazywany był dawniej Turnią Wandy. Nazwę tę nadano jej dla uczczenia polskiej taterniczki Wandy Jerominówny, która jako pierwsza kobieta (wraz z zespołem taterników) weszła na jej szczyt. Apostoł I nosił również nazwę Igły w Żabim. Obie te nazwy wyszły już z użycia.
Apostoł I to wielka płyta postawiona na sztorc i mająca postać skalnej igły. Najbardziej efektownie wygląda oglądany ze środka zamarzniętego Czarnego Stawu. Z rejonu schroniska PTTK nad Morskim Okiem jest trudny do odróżnienia, gdyż znajduje się na tle Diabła IV. Ma pionowe ściany południowo-wschodnie i północno-zachodnie oraz średnio strome wschodnie i południowo-zachodnie. Najłatwiej wejść na jego szczyt z Niżniego Apostolskiego Przechodu (I w skali tatrzańskiej). Taternicy przeszli też dwie inne drogi wspinaczkowe; południowo-zachodnią granią (IV) i północno-zachodnią ścianą (V). Obecnie jednak rejon ten znajduje się w zamkniętym dla turystów i taterników obszarze ochrony ścisłej Tatrzańskiego Parku Narodowego i TANAP-u. Na zachodnich (polskich) zboczach Żabiej Grani taternictwo można uprawiać na północ od Białczańskiej Przełęczy.